# موهنزن
موهنزن (به آلمانی: Möhnsen) یک شهر در آلمان است که در هرتسوگتوم لاونبورگ واقع شده‌است.
 موهنزن  ۵۳۷ نفر جمعیت دارد.